# Leeds United Association Football Club 1961-1962
Questa voce raccoglie le informazioni riguardanti il Leeds United Association Football Club nelle competizioni ufficiali della stagione 1961-1962.

## Maglie
| Manica sinistra · Maglietta · Manica destra · Pantaloncini · Calzettoni |

## Rosa
| N. |                        | Ruolo | Calciatore       |
| -- | ---------------------- | ----- | ---------------- |
|    | Inghilterra (bandiera) | P     | Alan Humphreys   |
|    | Galles (bandiera)      | P     | Gary Sprake      |
|    | Inghilterra (bandiera) | P     | Brian Williamson |
|    | Scozia (bandiera)      | D     | Willie Bell      |
|    | Inghilterra (bandiera) | D     | Jack Charlton    |
|    | Inghilterra (bandiera) | D     | Terry Cooper     |
|    | Inghilterra (bandiera) | D     | Greenville Hair  |
|    | Inghilterra (bandiera) | D     | Norman Hunter    |
|    | Inghilterra (bandiera) | D     | John Kilford     |
|    | Inghilterra (bandiera) | D     | Paul Madeley     |
|    | Inghilterra (bandiera) | D     | Paul Reaney      |

| N. |                             | Ruolo | Calciatore                |
| -- | --------------------------- | ----- | ------------------------- |
|    | Scozia (bandiera)           | C     | Billy Bremner             |
|    | Scozia (bandiera)           | C     | Bobby Cameron             |
|    | Scozia (bandiera)           | C     | Bobby Collins             |
|    | Inghilterra (bandiera)      | C     | Freddy Goodwin (capitano) |
|    | Inghilterra (bandiera)      | C     | Peter McConnell           |
|    | Scozia (bandiera)           | C     | Erik Smith                |
|    | Sudafrica (bandiera)        | A     | Albert Johanneson         |
|    | Inghilterra (bandiera)      | A     | Derek Mayers              |
|    | Irlanda (bandiera)          | A     | Noel Peyton               |
|    | Irlanda del Nord (bandiera) | A     | Billy McAdams             |
|    | Inghilterra (bandiera)      | A     | Don Revie                 |

## Risultati

### FA Cup
| 6 gennaio 1962 Terzo turno | Leeds Utd | 2 – 2 | Derby County |  |

| 10 gennaio 1962 Terzo turno (Replay) | Derby County | 3 – 1 | Leeds Utd |  |